# جورج شيلدون (كاتب)
جورج شيلدون (بالإنجليزية: George Sheldon)‏ هو صحفي وكاتب أمريكي، ولد في 21 ديسمبر 1951.